# 圣墓广场运动
圣墓广场运动是指贝尼托·墨索里尼在创立意大利法西斯党之前所领导的政治运动。1919年3月23日，他在米兰的圣墓广场组织过一次政治集会，这场运动因而得名。在集会中，他宣布了意大利战斗法西斯的准则，并于1919年6月6日在与他人合办的意大利人民报上发表。

## 起源

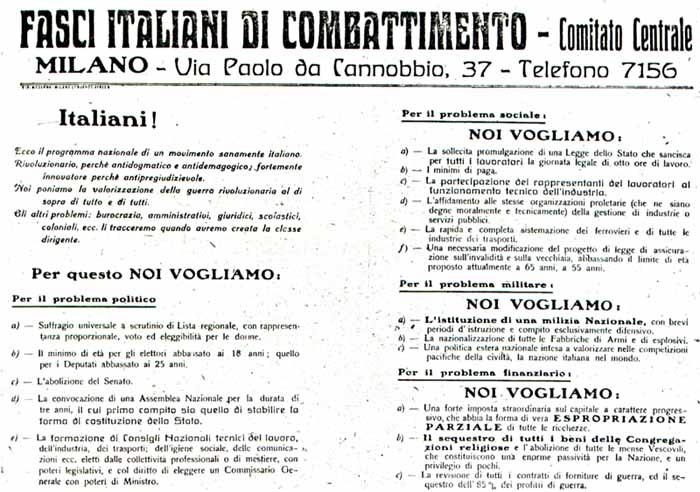
1919 年 6 月 6 日，意大利战斗者法西斯发表在意大利人民报上的政治纲领

1919 年 3 月 2 日，意大利人民报上刊登了一篇报告，里面提及了当年3月23日将要召开的大会 。3月4日，法西斯战争老兵出版物《意大利的救赎》(Italia Redenta)和《思想与行动》(Pensiero e Azione)在热那亚进一步披露了这次会议的细节。会议的消息随后在意大利全国各个退伍军人协会中传播。3月9日意大利人民报重新刊载了这一声明。3月23日会有一个反对党成立，即意大利战斗法西斯，这一党派主要来对抗意大利面临的两大威胁：保守反动的右派和肆意破坏的左派。
1919 年 3 月 21 日晚，本地的商人协会在米兰圣墓广场正式成立“米兰战斗者法西斯”。参与者后来也被视作最早的法西斯主义者。其中就包括贝尼托·墨索里尼、米歇尔·比安奇、马里奥·吉安波利等人，他们还决定3月23日召开的大会将由费鲁基奥·韦基主持，党的执行秘书由米歇尔·比安奇担任。

### 法西斯组织的建立
大会召开的前几天里，突然出现了共产党赤卫队组织计划阻止集会的谣言。3月23日，法西斯主义的支持者，主要是第一次世界大战的老兵开始在米兰组织起来。但在3月23日早晨，根据专门提前赶来查看情况的卡洛·梅拉维利亚证实，圣墓广场上其实一片寂静。
3月23日的大会原定于达尔维姆剧院举行，但参与人数比预期要少，最终决定在米兰圣墓广场产业联盟的会议室举行，这一安排是由产业联盟主席、经济干预主义者切萨雷·戈德曼促成的，他曾资助过意大利人民报。在会议上，第一个发言的是费鲁基奥·韦基，他负责主持这场会议。随后是恩佐·阿涅利中尉，他代表两天前刚刚成立的米兰战斗法西斯，问候了参会的各位。

在会议中，墨索里尼发表了首个法西斯主义政治纲领，他谈及了这场新的政治运动有三个基本要点。第二天，意大利人民报对会谈的内容做了总结。
I. 在3月23召开的大会中，我们向所有为意大利的繁荣昌盛和世界自由而奉献自己的年轻人致以第一声问候：不论是战斗中负伤或残废的战士，还是戴罪立功的惩戒兵，我们都向其表达敬意；同时，大会也表示，将会尽其所能满足部队各个方面的精神与物质需求。[...] 

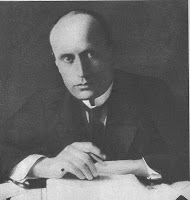
墨索里尼，1919年

II. 在3月23召开的大会中，我们反对以牺牲意大利其他民族为代价的帝国主义和可能损害其他民族的意大利帝国主义；我们接受国际联盟的裁定，但意大利必须整合阿尔卑斯山和亚得里亚海，同时还要求吞并阜姆与达尔马提亚。[...]
III. 在3月23召开的大会中, 我们法西斯主义者承诺采取一切手段来阻碍其他意大利政党推出的中立主义候选人参与选举。
(摘自1919年3月24日意大利人民报)
墨索里尼宣讲完后，轮到菲利波·托马索·马里内蒂发言了。他呼吁参会的各位反对意大利社会党，并称他们发起的“红色两年”是对意大利祖国的破坏。随后，马里奥·卡利作了简短的发言，他带来了罗马、佛罗伦萨、佩鲁贾和塔兰托的法西斯与未来主义者。墨索里尼的宣言经过表决，得到了大会的一致通过。

## 意识形态
其实，法西斯运动的定义意大利人民报在1915年就曾提出过。意大利人民报将法西斯运动定义为一种新型的“政治组织”。这个反对党建立在激进的自由精神上，抗拒过去的教条和组织约束。墨索里尼的运动主张进行民族主义革命，建立一个新的统治阶级和新政府。这个统治阶级主要由第一次世界大战的“老兵”组成，他们对意大利在一战中取得的残缺不全的胜利(这个说法由加布里埃尔·邓南遮提出)感到不满和失望。法西斯运动的直接目标是打击有关阜姆与达尔马提亚的分离主义，还有社会主义者。（主要是布尔什维克）1919-1920年期间意大利经常发生暴力事件，影响力甚至波及到了欧洲的大部分地区，这段时期也被称作“红色两年”。而布尔什维克是罢工运动的主要领导者。为了与之抗衡，意大利右翼也组织起了自己的准军事组织战斗队。
法西斯运动会优先考虑在左翼中招揽成员，主要吸引那些不愿颠覆国家政权，而是想从内部建立社会主义制度的左派。除此之外，法西斯运动还寻求统战左翼干预主义者、未来主义者、前阿迪蒂突击队、意大利共和主义者和革命工团主义者 。绝大多数前阿迪蒂突击队从一开始就支持这场运动，主持大会的费鲁基奥·韦基就曾担任过阿迪蒂突击队的队长。
1919年6月6日，意大利人民报正式发表了《意大利法西斯联合阵线宣言》，宣言中有几项具有进步意义的政治和社会改革提议。但在意大利社会共和国时期才得以完成。而且由于战争的缘故，宣言里的条款大多没有得到实质性的实施。